# Leif Shiras
Leif Shiras (n, 28 de enero de 1959) es un jugador estadounidense de tenis. En su carrera llegó a la final del torneo ATP de Queen's en 1984. Su mejor posición en el ranking de individuales fue el Nº31 en julio de 1984. En 1989 llegó a la cuarta ronda de Wimbledon.